# Блеск и нищета куртизанок (мини-сериал)
«Блеск и нищета́ куртиза́нок»  (фр.  Splendeurs et misères des courtisanes) — французский 6-серийный мини-сериал, поставленный в 1975 году по одноимённому роману Оноре де Бальзака, режиссёр Морис Казнёв.

## Сюжет
Экранизация романа Оноре де Бальзака. Масштабное полотно, показывающее картину нравов Парижа первой половины XIX века. Молодой человек Люсьен Шардон собирается застрелиться на берегу реки. Его останавливает направляющийся в Париж таинственный аббат и дипломат Карлос Эррера и предлагает свою помощь, покровительство, деньги в обмен на слепое повиновение и выполнение его приказов. И вот уже Люсьен Шардон де Рюбампре — завсегдатай парижских салонов, двери которых десять лет назад закрылись перед ним. Блистательный Люсьен пользуется благосклонностью светских дам и планирует выгодную женитьбу на дочери герцога, как вдруг однажды встречает Эстер — скромную белошвейку, как он думает, а на самом деле — известную парижскую куртизанку. Это была большая любовь с первой встречи и на всю жизнь.
Банкир барон де Нусинген, однажды возвращаясь домой, видит в ночном лесу силуэт прекрасной незнакомки, исчезнувшей при его приближении. Это Эстер, оставившая свою профессию, живущая уединённо ради встреч с Люсьеном, прогуливающаяся только по ночам в сопровождении верных Эррере слуг. Нусинген страстно влюбляется в незнакомку и готов на любые безумства, чтобы разыскать девушку и добиться её расположения. Об этом узнают Эррера и Люсьен и решают выгодно продать Эстер банкиру — ведь на то, чтобы восстановить родовое имение, вернуть титул и жениться на дочери герцога, Люсьену нужно в кратчайшие сроки откуда-то достать большие деньги. Эстер, узнав об их планах, сначала приходит в отчаяние и отказывается, стремясь сохранить верность возлюбленному, но потом, ради Люсьена, соглашается…

## В ролях
- Жорж Жере — «аббат» Карлос Эррера (он же Вотрен)
- Корин Ле Пулен — Эстер
- Бруно Гарсен — Люсьен Шардон де Рюбампре
- Хольгер Лёвенадлер — банкир барон де Нусинген
- Паскаль Одре — графиня де Серизи
- Малка Рибовска — герцогиня де Мафриньёз
- Жан Винигер — Растиньяк
- Мартина Сарси — Дельфина де Нусинген
- Марион Гейм — Европа
- Мария Мерико — Азия
- Жан Ланье — граф де Серизи
- Иван Десни — герцог де Гранлье
- Поль Камбо — министр юстиции
- Жан Клаудио — Блонде
- Жак Бертье — прокурор Гранвиль
- Иоахим Хансен — Корантен
- Мишель Робен — Контансон
- Робер Дальбан — Биби Лепен
- Мишель Пейрелон — Камюзо
- Николь Геден — мадам Камюзо

## Съёмочная группа
- Режиссёр: Морис Казнёв[фр.]
- Сценарий: Оноре де Бальзак (автор романа)
- Композитор: Жорж Делерю
- Оператор: Эдмон Сешан
- Художник-постановщик: Франсуа Конте

## Премьера в СССР
Впервые показан 23-28 мая 1977 года по первой программе ЦТ.

## Издание на видео
- Выпущен на DVD.
- В России выпущен на DVD 3 марта 2011 года фирмой «Cinema Prestige».